# Egzamin doniosły

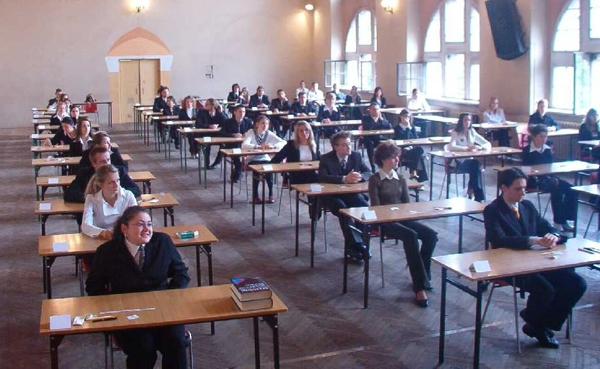
Egzamin maturalny z języka polskiego (I Liceum ogólnokształcące, Szczecin, 2005)

Egzamin doniosły (ang.: high-stakes) – to egzamin, w którym znaczenie informacji o wyniku jest większe niż znaczenie komentarza dydaktycznego.
Przykładem egzaminu doniosłego jest egzamin dojrzałości.